# Route 13 (Oman)
Die Route 13 oder R13 ist eine Fernstraße im Sultanat Oman. Sie verbindet die Hafenstadt Barka mit der Großstadt Rustaq im Landesinneren.

## Verlauf in der Region Dschanub al-Batina
Die Straße beginnt in Barka und führt von hier aus Richtung Süden. Kurz hinter Barka wird die Küstenautobahn Route 1 gequert und weiter südlich auch der Muscat-Expressway. Nach 22 Kilometern liegt die Kleinstadt Nachl an der Route 13. Nach 33 Kilometern durch das gebirgige Landesinnere befindet sich die Stadt Al-Awabi an der linken Seite der R13. Nach 12 Kilometern beginnt die Provinzhauptstadt Rustaq und nach weiteren 4 Kilometern durch die Stadt endet die Route 13 am Center Rustaq R/A. Hier zweigt die Hauptstraße ins Zentrum ab und die Route 11 in Richtung Miskin.
Die Straße ist zwischen Barka und dem Abzweig nach Wakan vierspurig ausgebaut, wobei es hierbei durchaus (z. B. bei Nakhl) Kreisverkehre gibt.